# The Call (Gotthard)
The Call è il primo singolo estratto da Domino Effect, l'ottavo album in studio della rock band svizzera Gotthard. È stato pubblicato nel marzo del 2007, circa un mese prima dell'uscita dell'album.
La canzone è stata accompagnata da un video musicale, incluso poi come contenuto speciale nel singolo successivo Come Alive.

## Tracce
Tutte le canzoni sono state composte da Steve Lee, Leo Leoni e Freddy Scherer, eccetto dove indicato.
CD-Single  G. G007
1. The Call (versione radiofonica) – 3:29
2. The Call (versione album) – 3:55

CD-Single MICP-40008
1. The Call (versione radiofonica) – 3:29
2. The Call (versione album) – 3:55
3. Can't Be the Real Thing – 3:41 (Lee, Leoni, Hena Habegger)

MP3 Single NB 1815-9
1. The Call (versione radiofonica) – 3:29
2. The Call (versione album) – 3:55
3. The Cruiser (Judgement Day) – 4:27 (Lee, Leoni, Scherer, Danny Lee)

## Classifiche
| Classifica (2007) | Posizione massima |
| ----------------- | ----------------- |
| Svizzera          | 17                |